# Samsung Galaxy Tab S6
Las Samsung Galaxy Tab S6 y Samsung Galaxy Tab S6 5G son tabletas basadas en Android diseñadas, desarrolladas y comercializadas por Samsung Electronics. El Galaxy Tab S6 se anunció el 31 de julio de 2019 y el Galaxy Tab S6 5G se anunció el 29 de enero de 2020.

## Diseño
El Samsung Galaxy Tab S6 está fabricado con un marco de aluminio y una parte posterior de plástico para la pantalla. El dispositivo está disponible en Mountain Grey, Cloud Blue, Rose Blush. Dispone de altavoces estéreo con sintonización AKG. Se utiliza un puerto USB-C para cargar y conectar otros accesorios.

## Especificaciones

### Hardware
El Samsung Galaxy Tab S6 utiliza el sistema en chip Qualcomm Snapdragon, con 4 GB, 6 GB u 8 GB de RAM y 64 GB, 128 GB, 256 GB de almacenamiento interno UFS 3.0 no ampliable.
El Samsung Galaxy Tab S6 tiene una batería de 7040 mAh y es capaz de cargar rápidamente hasta 15 W.
El Samsung Galaxy Tab S6 cuenta con una pantalla Super AMOLED de 2560 x 1600 de 10,5 pulgadas. La pantalla tiene una relación de aspecto de 16:10.
El Samsung Galaxy Tab S6 incluye dos cámaras traseras. El sensor de 13 megapíxeles con lente ancha de 26 mm f/2.0, mientras que la lente ultra ancha f/2.2 tiene un sensor de 12 megapíxeles; la cámara frontal utiliza un sensor de 8 megapíxeles. Es capaz de grabar video 4K a 30 fps.

### Software
El Galaxy Tab S6 funciona con Android Pie con One UI 1.5.